# Asaf Yasur
Asaf Yasur (hébreu : אסף יסעור ; né le 17 avril 2002) est un athlète de taekwondo israélien. Il est champion du monde en 2021 et 2023.
Il remporte la médaille d'or aux Jeux paralympiques d'été de 2024.

## Biographie
Blessé lors d'un match de football entre amis à la suite d'une électrocution, Asaf Yasur est amputé de ses deux mains à l'âge de 13 ans. Après son accident, Asaf Yasur s'entraîne au club d'arts martiaux Sharabi à Ramla, en Israël.

### Carrière sportive
En 2019, Asaf Yasur remporte sa première médaille internationale, obtenant la deuxième place aux championnats ouverts de para-taekwondo du Mexique. Puis, il remporte la médaille d'or aux Championnats du monde de para-taekwondo 2021 à Istanbul. Après avoir remporté les Championnats du monde de para-taekwondo 2023 au Mexique, il se qualifie pour les Jeux paralympiques d'été de 2024 où il remporte la médaille d'or dans la catégorie des moins de 58 kg contre le Turc Ali Can Ozcan.

## Palmarès

### Jeux paralympiques
- Médaille d'or en -58 kg aux Jeux paralympiques d'été de 2024 à Paris